# Jay Mehler
Pour les articles homonymes, voir Mehler.
Jason « Jay » Mehler est un guitariste américain né le 8 septembre 1971 à Philadelphie, bassiste de Beady Eye, groupe de Liam Gallagher, ainsi qu'ancien membre de Kasabian depuis mars 2013.

## Kasabian
Au cours de l'enregistrement du deuxième album de Kasabian, Empire, Christopher Karloff, l'un des deux auteurs-compositeurs du groupe, part pour « divergences artistiques et créatives ». Jay Mehler le remplace sur la tournée qui suit, même s'il ne participe pas à la plupart des travaux de promotion du groupe. On peut néanmoins le voir sur le clip du single Empire. Depuis 2011, il est devenu membre officiel de Kasabian.

## Beady Eye
Le 2 mars 2013, Kasabian annonce que Jay rejoint Beady Eye comme bassiste, comblant le vide laissé par Jeff Wootton. Sergio Pizzorno, chanteur et guitariste de Kasabian, évoque ce départ sur Facebook ainsi : « Jay est notre frère, nous nous entendons bien et ces six dernières années ont été fantastiques. Il va être incroyable dans Beady Eye ».

## Matériel
Jay joue sur diverses guitares : Fender Telecaster 52, Gibson Les Paul BlackBeauty, Zemaitis LesPaul, Gibson Firebird Non Reverse blanche, Gretsch Chet Atkins Hollow Body et Vox Vintage. Il joue aussi de la basse sur le titre Club Foot. Son amplificateur est un Vox AC30 (Modèle CC2X).

## Vie privée
Depuis 2006, il entretient une relation avec Lee Starkey, la fille du célèbre batteur des Beatles Ringo Starr. En juin 2009, ils annoncent qu'ils attendent des triplés.
Originaire de Philadelphie, il possède un appartement à Londres.